# 武昌起义军政府旧址
武昌起义军政府旧址，为中华民国军政府鄂军都督府原所在地，位于中国武汉市武昌区蛇山南麓的武珞路1号，阅马场的北端。现辟为辛亥革命武昌起义纪念馆，为国家一级博物馆、国家4A级旅游景区、全国爱国主义教育示范基地。

## 建築
鄂军都督府旧址，也称红楼，因主体建筑为红色楼房。红楼占地2,500平方米，1909年建造，次年竣工。主楼为二层砖木结构西方议会式楼房，后面修有议员公所供议员休息。原为清代湖北省咨议局所在地。1911年10月11日，革命党人和起义士兵在咨议局集会，宣布成立湖北军政府，黎元洪为都督，中华民国成立。
红楼背靠蛇山。南面为首义广场。广场上竖立着1931年铸造的孙中山铜像，南端有“拜将台”，纪念黎元洪拜黄兴为将。院落占地1.8万平方米，建筑面积6,000多平方米。主楼长73米，深42米。花岗石砌台基，廊前列柱起券，檐下有飞头，檐上压以女儿墙。砖砌外墙，有附加假柱、柱头和垂花、垂禾、束莲等图案。红瓦覆顶，屋顶正中矗立“圭”字形望楼。楼后方正中为会堂，前方及两翼为门厅和办公室，门前有突出的门廊及回车道。都督府会议厅呈方形，讲演台向南，台下96个座位，有皮软椅、弧形长条台，由前向后逐排升高，排列成扇面形状。讲台对面及两厢设有楼座，置木制长椅。二楼东端有黎元洪起居室。
南京临时政府成立以前的近3个月内，湖北军政府一度代行中央政府职能颁布和实施了一系列革命政策和措施，这里见证了军政府发出第一份公报、宋教仁起草《鄂州约法》。抗清的阳夏保卫战也是在此组织的。1912年4月孙中山曾在会议厅演讲并在后花园与各界人士合影。
1927年3月4日，湖北省农民协会第一次代表大会在此召开。

## 保护与修复
旧址主楼穹窿顶望楼曾于1911年12月1日被清军炸毁，议员公所在抗日战争初期被日军飞机炸毁。1961年，红楼被列为全国重点文物保护单位。1979年，在红楼筹办纪念馆，同年3月宋庆龄题写了馆名，1981年辛亥革命70周年时正式开放。1983年至1988年曾三度进行修复；为了迎接辛亥革命百年2011年又再度进行了修复。2017年，辛亥革命武昌起义纪念馆被中国博物馆协会评为第三批国家一级博物馆。建馆以来，接待过包括港澳台以及美国、英国、法国、德国、加拿大等超过40个国家的人士的参观。到访者中包括国民党军将领李默庵、周纯仁、郝柏村，旅美台湾地质学家张丽旭、中央研究院近代史研究所所长张玉法、行政院长李焕、国民党主席连战、新党主席郁慕明等。
主楼为《鄂军都督府旧址复原陈列》，面积2,500平方米。主楼的一楼中间有都督府会议厅，1912年4月孙中山曾在此演讲。同一层楼还有军事会议室、参谋部、民政部、军令部、军务部、外交部等机关。二楼东端有黎元洪起居室。议员公所后楼则被用于《为天下先——辛亥革命武昌起义史迹陈列》，有600件展品，包括200件国家级文物。展览分为“风动汉上”、“武昌首义”、“走向共和”、“复兴之光”四个部分，重要展品有汉口法租界界碑、汉阳兵工厂界碑，黄兴用过的书写用具、孙武手书对联、熊秉坤的证书证章、黄桢祥血衣等。《湖北谘议局史迹陈列》位于议员公所东楼，分为“湖北谘议局史事”和复原陈列两部分，其中复原陈列还原了议员居室、谘议局办事厅、议长会客室、议员公所西餐室等。

## 图库

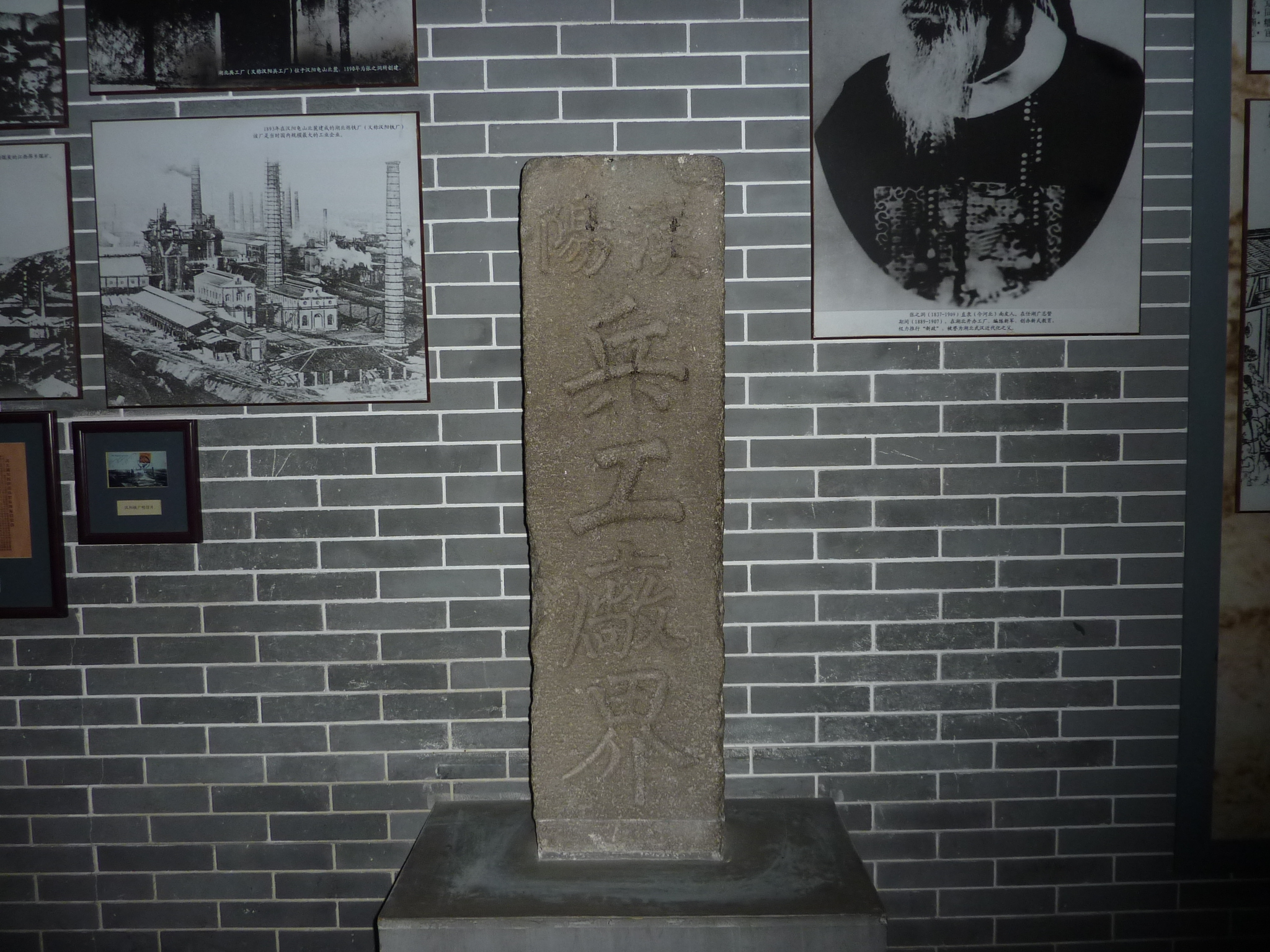
汉阳兵工厂界碑
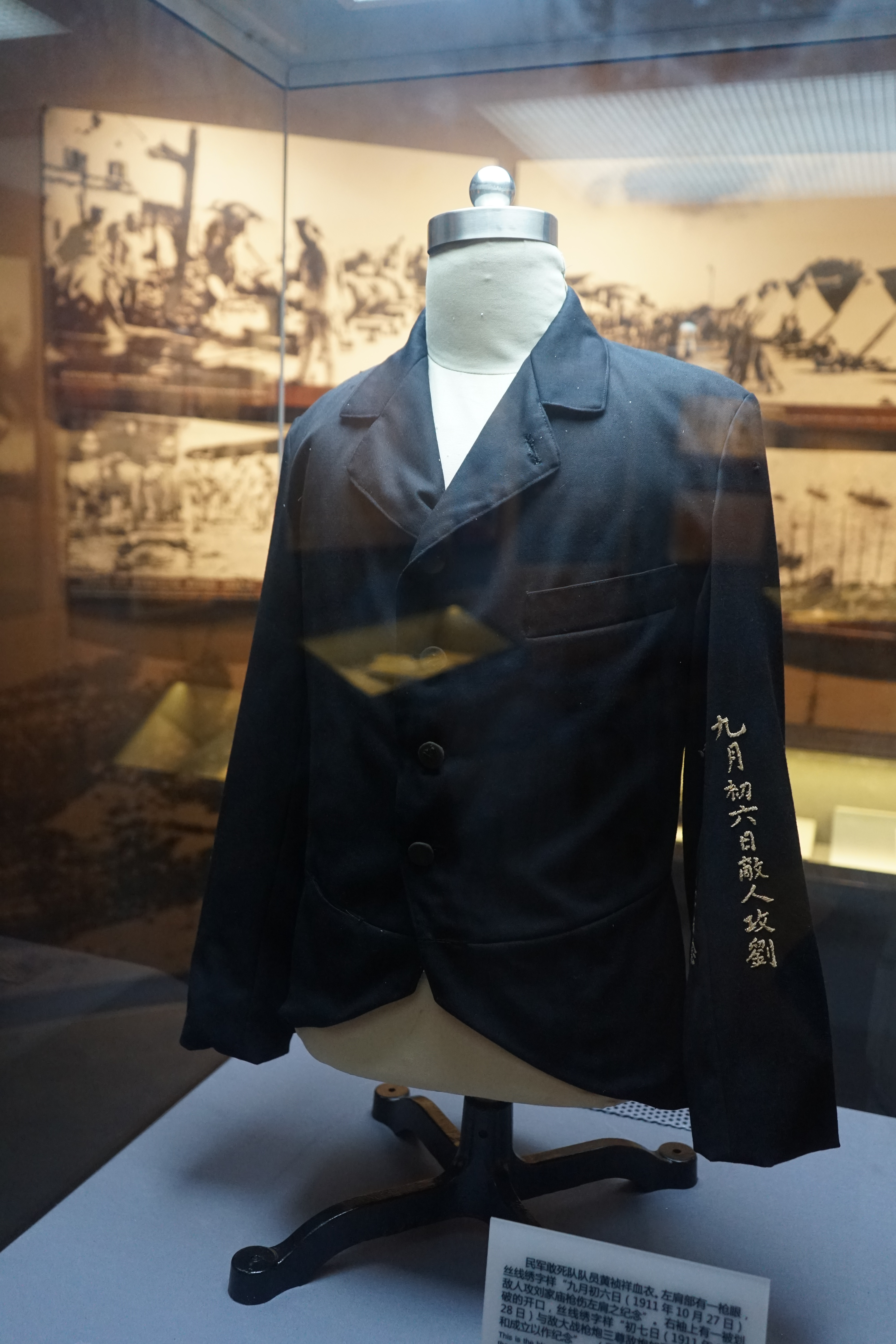
黄祯祥血衣
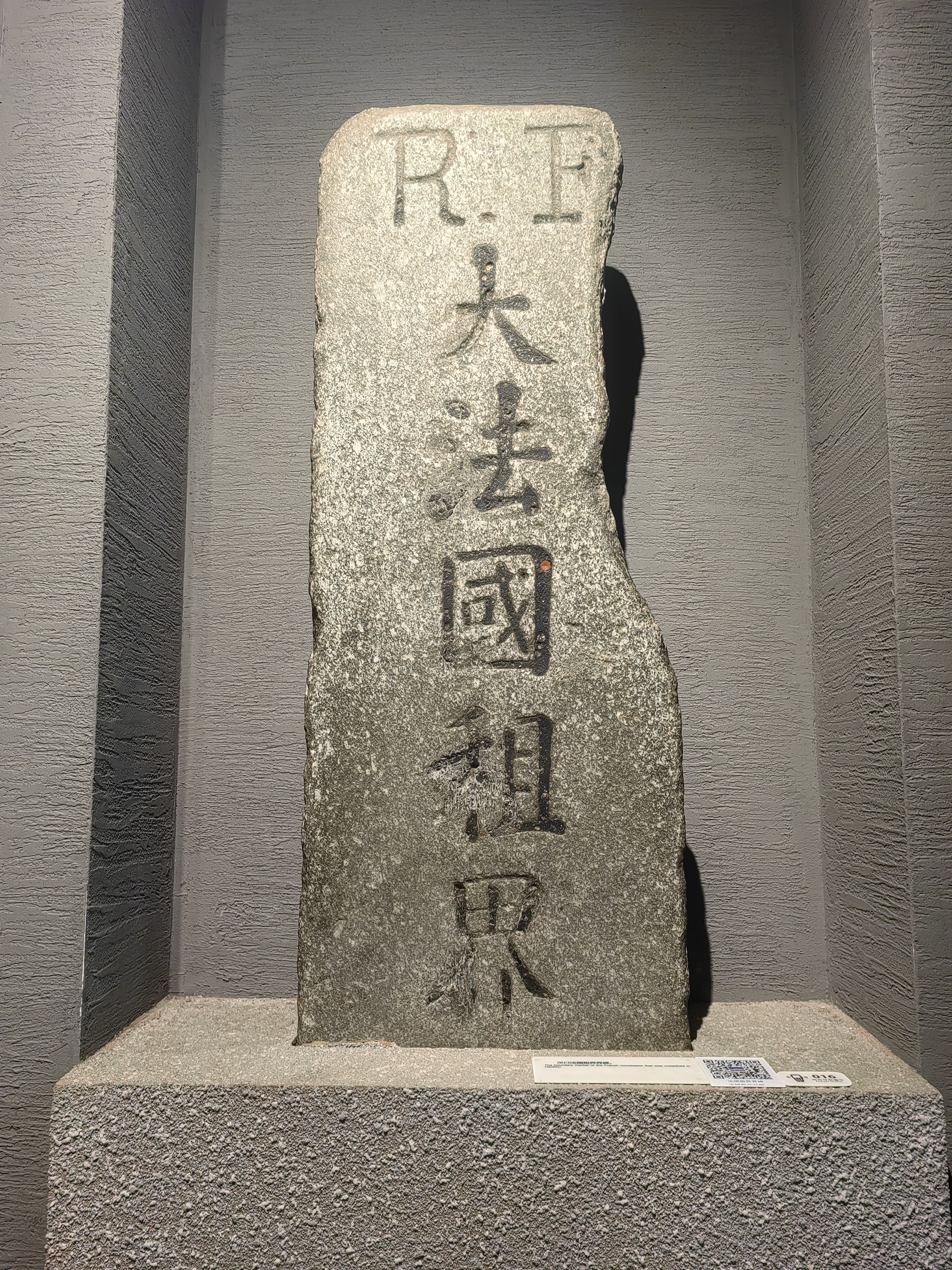
清大法国租界碑（2024年拍摄），2023年被国家文物局列为第一批古代名碑名刻文物。